# セックスフレンド
セックスフレンド (sex friend) は、セックス（性交）を楽しむことを目的に交際している男女（または同性）の関係を指す俗語。略称は、セフレ。和製英語であり、英語ではbed buddy（ベッドバディ）のほか、スラングでfuck buddy（ファックバディ）などと称される。
1970年に『セックス・フレンド』（浪速書房刊、ロジャー・ブレイク著、清水正二郎訳）という小説が刊行されており、同語は1990年代にはほぼ浸透していたとされ、それを扱った別の小説のほか、実写映画や漫画、アダルトゲームも多数存在する。